# Wrexham Challenger 2004
Il Wrexham Challenger 2004 è stato un torneo di tennis facente parte della categoria ATP Challenger Series nell'ambito dell'ATP Challenger Series 2004. Il torneo si è giocato a Wrexham in Regno Unito dall'8 al 14 marzo 2004 su campi in cemento indoor.

## Vincitori

### Singolare
Dennis van Scheppingen ha battuto in finale  Jan Vacek con il punteggio di 6–4, 6–1

### Doppio
Jaroslav Levinský /  Alexander Waske hanno battuto in finale  Mark Hilton /  Jonathan Marray con il punteggio di 7–5, 7–6(1)